# Селивачёва, Екатерина Сергеевна
Екатери́на Серге́евна Селивачёва (урождённая Щербачёва, 16 августа 1864 — между 1911 и 1913 гг.) — русский художник.

## Биография
Екатерина Сергеевна Селивачёва родилась в семье поручика Сергея Александровича Щербачёва (5 мая 1826, Москва — 6 августа 1882, Москва), и его жены Александры Алексеевны Мартыновой (+ 18 декабря 1907, похоронена в Александро-Невской лавре). Один из братьев Екатерины Сергеевны, Александр (1866—1926) - писатель, автор романа «Подмененное дитя». Их дед — Щербачёв Александр Николаевич (ок. 1791 — ок. 1834), участник битв под Бородино, Лейпцигом и пр., участвовал во взятии Парижа. Его брат Михаил Николаевич вошел в историю русской литературы. Когда раненого Пушкина везли домой, он сказал своему секунданту Данзасу: «Боюсь, не ранен ли я так же, как Щербачёв». Поэт вспомнил о дуэли их общего знакомого, прапорщика М. Н. Щербачева, с Р. И. Дороховым (прототип Долохова в романе «Война и мир») 2 сентября 1819 года. Тогда первый из дуэлянтов был смертельно ранен в живот.
Училась за границей у художника Сломского (ученик Гюстава Курбе), затем посещала классы рисования в московском Строгановском училище, вступила в фигурный класс Московского училища живописи и ваяния (1880), в то же время брала уроки у В. Г. Перова, а после его смерти — у В. Е. Маковского. Переписывалась с о. Павлом Флоренским — письма Е. С. Селивачёвой хранятся в его московском музее.
Художница была замужем за кандидатом права, московским мировым судьей Фёдором Дмитриевичем Селивачёвым, оставила сыновей Евгения и Алексея.

## Творчество
На передвижных выставках экспонировались её картины бытового жанра: «Мама» (1898), «У больного отца» (1899), «Ревнивое наблюдение» (1900). Автор карандашного портрета Афанасия Афанасьевича Фета (хранится в мемориальном музее «Мураново» под Москвой), серии иллюстраций к сборнику «На помощь учащимся женщинам» (М.: Типо-литогр. Т-ва И. Н. Кушнерев и Ко, 1901. — 390 с.).
Наиболее известна первая из картин, репродуцированная на открытке, изданной обществом «Гранберг», с названием «Мама, проснись». На ней изображены маленькие мальчик и девочка у постели только что скончавшейся молодой женщины. Картина оказалась пророческой — через 17 лет её сюжет стал реальностью, когда в феврале 1915 года умерла 27-летняя невестка Екатерины Сергеевны, оставив сиротами сына и дочь того же возраста. Картина «У больного отца» в 1930-х годах поступила из Третьяковской галереи в Госфонд (г. Загорск).